# اووگلیپتین
اووگلیپتین (انگلیسی: Evogliptin) یک داروی ضد دیابت در دسته داروهای مهارکننده دی پپتیدیل پپتیداز-۴ (DPP-4) یا گروه داروهای «گلیپتین» است.